# Raimundo Cálix
Dederick Raimundo Cálix Galeas (Langue, Valle, 8 de julio de 1984) es un futbolista hondureño. Juega en la posición de defensa, y su equipo actual es el Club Deportivo Honduras de El Progreso de la Liga Nacional de Honduras.

## Clubes
| Club                    | País     | Año         |
| ----------------------- | -------- | ----------- |
| Universidad             | Honduras | 2001 - 2002 |
| Guaimaca F.C.           | Honduras | 2002 - 2005 |
| Juventus Lama           | Honduras | 2006        |
| Real Juventud           | Honduras | 2006 - 2008 |
| Social Sol              | Honduras | 2008        |
| Atlético Gualala        | Honduras | 2009        |
| Olimpia Occidental      | Honduras | 2009 - 2012 |
| Honduras de El Progreso | Honduras | 2012 -      |

## Palmarés

### Campeonatos nacionales
| Título                 | Club              | País     | Año  |
| ---------------------- | ----------------- | -------- | ---- |
| Apertura del Ascenso   | Real Juventud     | Honduras | 2007 |
| Clausura del Ascenso   | Real Juventud     | Honduras | 2008 |
| Apertura del Ascenso   | Atlético Guala    | Honduras | 2008 |
| Finalísima del Ascenso | Atlético Gualala  | Honduras | 2009 |
| Apertura del Ascenso   | Honduras Progreso | Honduras | 2013 |
| Clausura del Ascenso   | Honduras Progreso | Honduras | 2014 |
| Torneo Apertura        | Honduras Progreso | Honduras | 2015 |

### Copas nacionales
| Título                | Club                    | País     | Año  |
| --------------------- | ----------------------- | -------- | ---- |
| Supercopa de Honduras | Honduras de El Progreso | Honduras | 2014 |